# Beiruts hamn
Beiruts hamn (engelska: Port of Beirut, franska: Port de Beyrouth) är en hamn i Libanon. Den ligger i huvudstaden Beirut. Stadens centrum ligger 2,6 kilometer nordöst om hamnen.
Den första hamnen i Beirut anlades på 1400-talet. Under det ottomanska styret på 1880-talet tog det franska bolaget Compagnie du Port, des Quais et des Entrepôts de Beyrouth över driften av hamnen och lagerbyggnaderna. Hamnen byggdes successivt ut med hjälp och lån från Frankrike och blev en av de mest betydande i östra Medelhavet. Den skadades svårt under inbördeskriget 1975–1990 men byggdes upp igen. Den 31 december 1990 övertogs hamnen av den libanesiska staten.
Den 4 augusti 2020 inträffade en kraftig explosion i en av hamnens lagerbyggnader som gav så stora skador på hamnen att den stängdes för trafik. Mer än 200 personer omkom, över 6 000 skadades och 300 000 blev hemlösa efter explosionen och delar av staden raserades. Den 14 augusti uppgav FN att 178 personer hade omkommit och 30 personer saknas.